# 嘉義市立體育場
23°28′17″N 120°27′43″E / 23.47139°N 120.46194°E
嘉義市體育場，位於嘉義市體育路2號，為嘉義最早的綜合運動場。

## 沿革
1958年台灣省政府核准體育場用地3公頃，即逐年編列預算，補償農地經費。1963年田徑場、司令台及看台興建完成，同年承辦台灣省第12屆中上校運會。1964年奉准設置體育場組織。1969年舉辦台灣區第2屆暨台灣省第21屆田徑賽大會。1971年舉辦台灣省第26屆省運動會，1980年舉辦台灣區運會。1987年舉辦台灣省南區國小運動會。1987年舉辦台灣省國小運動會。1994年舉辦台灣區中等學校運動會。

## 昔日周邊環境
1963年嘉義體育場周邊為農田，公益廣播電台的發射天線矗立於稻田中央。
彌陀路，兩邊為稻田，沿途有嘉義高工、大同商職及稚暉中學。彌陀路底，直通彌陀吊橋，右側為彌陀禪寺，左側為八掌溪堤防高地。現今彌陀路已改道連接忠義橋。

## 相關運動場地

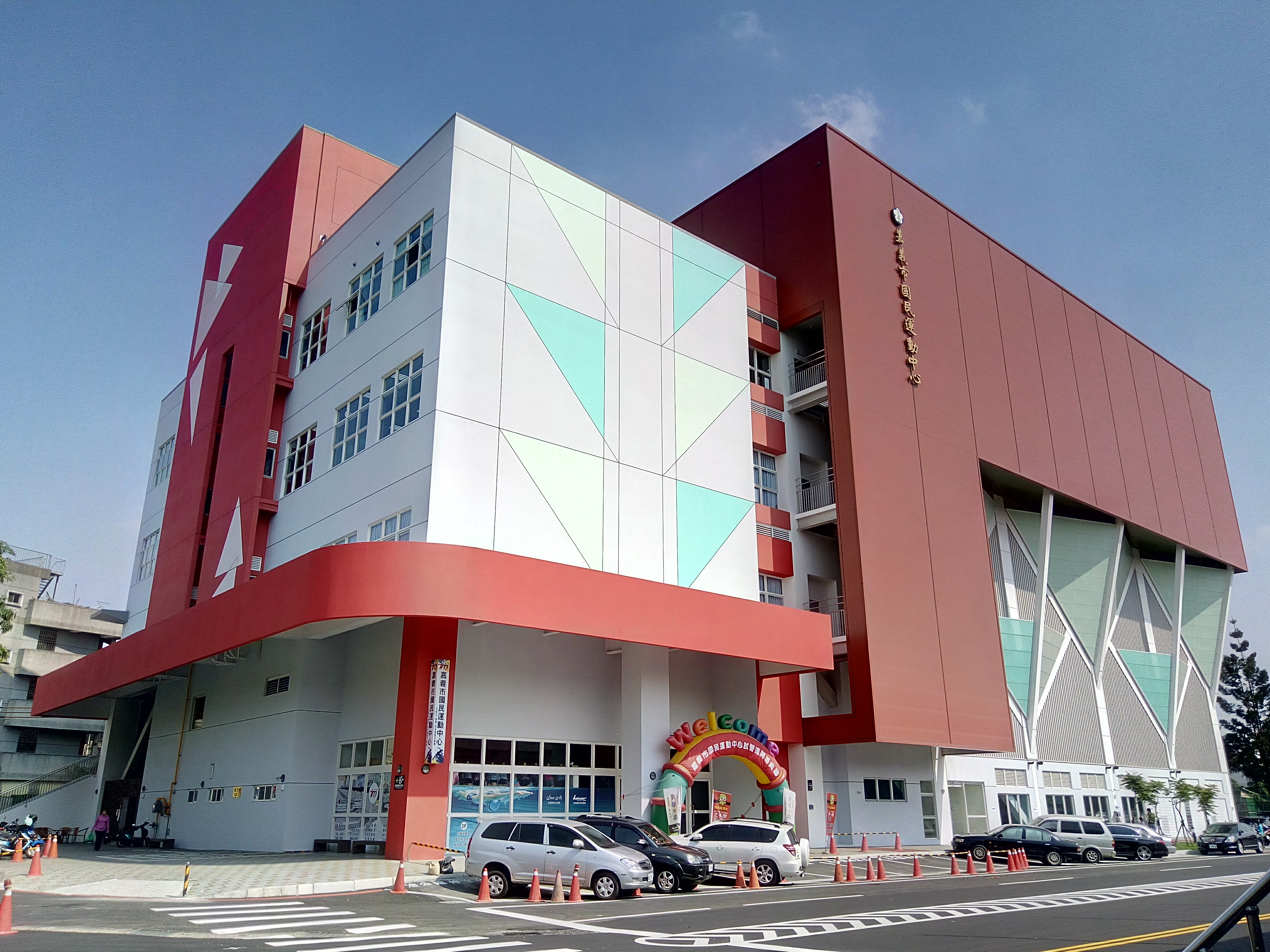
嘉義市國民運動中心

- 市立棒球場，前身為嘉義中山公園棒球場，於1918年12月正式啟用，1998年9月18日重新改建完成，正式啟用。
- 吳鳳游泳池，於1963年興建完成。
- 網球場，於1971年興建完成。
- 羽球館與桌球館，於1980年興建完成。
- 東區體育館，於1994年7月8日開館。
- 運三慢速壘球場，於1995年興建完成。
- 港坪運動公園、體育館，於1996年興建完成。
- 河濱運動公園，於2007年興建完成。
- 嘉義市國民運動中心，預計2017年底完工、2018年4月1日啟用。

## 外部連結
- 嘉義市政府全球資訊網（页面存档备份，存于）
- 嘉義市立體育場